# Nicolae Abramescu
Nicolae Abramescu   (Târgoviște, 31 de març de 1884 - Cluj-Napoca, 11 de febrer de 1947) va ser un matemàtic romanès.

## Vida i Obra
Abramescu va fer els estudis secundaris a Ploiești i el 1901 va ingressar a la universitat de Bucarest, en la qual es va graduar en matemàtiques el 1904 i on va coincidir amb Trajan Lalescu. A continuació va ser professor durant quinze anys de diferents escoles de secundària a Ploiești, Botoșani i Galați, fins que el 1919 va ser nomenat professor associat de la universitat de Cluj-Napoca. El 1921 va obtenir el doctorat a la universitat de Bucarest amb una tesi sobre polinomis ortogonals i el 1926 va passar a ser professor titular de geometria descriptiva a la universitat de Cluj-Napoca.
Després de doctorar-se, va començar la seva veritable activitat matemàtica, publicant memòries i notes originals de matemàtiques en nombroses revistes especialitzades del país i de l'estranger. És animat en aquesta activitat per Gheorghe Țițeica, líder dels matemàtics de Cluj-Napoca.
El 1940 i d'acord al Segon Arbitratge de Viena, Cluj-Napoca va tornar a mans hongareses. Abramescu, que ja s'havia distingit per les seves crítiques a l'antisemitisme, va ser un dels vint-i-sis professors que van protestar per aquesta annexió, però tot i així es va haver de traslladar a Timisoara com la resta de la facultat de ciències. Al seu retorn, acabada la guerra, va dedicar grans esforços a la reconstrucció de la universitat romanesa.